# L'Espérance (Québec)
Pour les articles homonymes, voir L'Espérance (homonymie).
L'Espérance est une municipalité du Québec, qui était située dans la municipalité régionale de comté actuelle des Maskoutains, dans la région de la Montérégie. 
La municipalité de l'Espérance a existé du 27 juin 1907 jusqu'au 15 février 1908 et est née à la suite du démembrement, de la division, de la municipalité de paroisse de Saint-Pie.